# Wikipédia en madurais
Wikipédia en madurais (en madurais : Wikipèḍia bhâsa Madhurâ) est l'édition de Wikipédia en madurais, langue  malayo-polynésienne occidentale parlée dans l'île de Madura située au Nord-Est de l'île de Java en Indonésie et dans certains secteurs de l'île de Java. L'édition est lancée le 15 décembre 2020,,,. Son code est : mad.
Au 21 mars 2025, l'édition en madurais contient 1 496 articles et compte 3 510 contributeurs, dont 68 contributeurs actifs et 3 administrateurs.

## Présentation

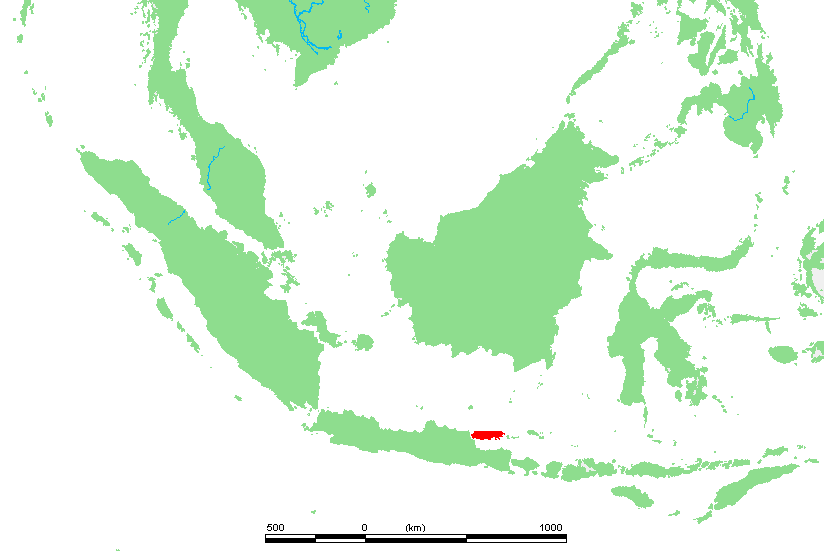
Localisation de l'île de Madura en Indonésie.
Aire de diffusion du madurais en 1882.
Aire de diffusion du madurais à Madura et dans l'Est de l'île de Java.

## Statistiques
- Le 17 octobre 2024, l'édition en madurais contient 1 302 articles et compte 3 097 contributeurs, dont 21 contributeurs actifs et 3 administrateurs.